# Diana Magaloni
Diana Isabel Magaloni Kerpel es la actual directora del programa Art of the Ancient Americas del Museo de Arte del Condado de Los Ángeles (LACMA), ubicado en Los Ángeles, Estados Unidos y exdirectora del Museo Nacional de Antropología.

## Biografía

### Primeros años
Diana Magaloni egresó de la Escuela Nacional de Conservación, Restauración y Museografía (ENCRyM) del Instituto Nacional de Antropología e Historia (INAH), en la especialidad de Restauración, instancia académica de la cual también formó parte del cuerpo docente, además de ser parte del cuerpo de especialistas en preservación de pintura mural de la Coordinación Nacional de Conservación del Patrimonio Cultural del INAH.
Desde 1991, ha formado parte del Proyecto La Pintura Mural Prehispánica en México y es miembro fundador del cuerpo académico del Seminario de Defensa y Conservación del Patrimonio Cultural, del Instituto de Investigaciones Estéticas (IIE) de la Universidad Nacional Autónoma de México (UNAM).
También cuenta con una Maestría en Historia del Arte por la UNAM y un doctorado en la misma especialidad, por la Universidad Yale, Estados Unidos.

### Trayectoria profesional
Su trayectoria profesional se ha centrado en el estudio de las técnicas pictóricas mesoamericanas e indígenas del siglo XVI. En su labor como investigadora, ha desarrollado un acercamiento a la forma y comprensión de cómo se elaboraron las pinturas murales prehispánicas y códices, bajo un esquema interdisciplinario, donde combina la química, física, arqueología, etnografía y la historia del arte. Es autora de diversas publicaciones sobre arte mural prehispánico y ha escrito un libro acerca de las imágenes, los materiales originales, capacidades simbólicas y narrativas del Códice Florentino.

## Proyectos
Algunos de los proyectos en los que ha participado Diana Magaloni, de acuerdo con la UNAM, son:

### Proyectos colectivos
- Análisis y tratamiento de restauración de los murales de la Caja de Agua de Santiago Tlatelolco, en la zona Arqueológica de Tlatelolco (en proceso).
- The Codex Resse, a Sixteenth-Century Map held at the Beinecke Library, Yale University (en proceso).
- Los colores y el aglutinante del Códice Florentino: elaboración de muestras estándares (en proceso).

### Otros proyectos
- Los colores del Mundo en el siglo XVI: estudio analítico de los materiales pictóricos del Códice Florentino (en proceso).
- Nuevas técnicas de conservación de pintura mural (terminado).
- La técnica pictórica de las pinturas murales de la caja de agua del convento de Santa Cruz de Tlatelolco (en proceso).
- La técnica y los materiales de la pintura mural de Cacaxtla, Tlaxcala (en proceso).
- La técnica y los materiales de la pintura mural en las tumbas zapotecas (terminado).